# Палелеи, Соа
Соа Палелеи (англ. Soa Palelei; 12 июля 1977, Ньюкасл) — австралийский боец смешанного стиля, представитель тяжёлой весовой категории. Выступал на профессиональном уровне в период 2002—2015 годов, известен по участию в турнирах таких бойцовских организаций как UFC, Pride, KOTC, Impact FC, AFC, владел титулами чемпиона по версиям XMMA, K-Oz Entertainment, AFC.

## Биография
Соа Палелеи родился 12 июля 1977 года в городе Ньюкасл, штат Новый Южный Уэльс, имеет тонганские корни. Активно заниматься единоборствами начал с раннего детства, в течение многих лет был довольно успешным боксёром и затем борцом — рассматривался как кандидат на участие в домашних летних Олимпийских играх в Сиднее, но не смог пройти отбор из-за слишком высокой конкуренции. Позже стал осваивать бразильское джиу-джитсу, в котором впоследствии добился чёрного пояса, увлёкся смешанными единоборствами.
Дебютировал в ММА на профессиональном уровне в сентябре 2002 года, победив своего первого соперника техническим нокаутом — врач запретил тому продолжать драться после четвёртого раунда. В течение двух лет одержал на турнирах различных австралийских промоушенов семь побед подряд. Первое в карьере поражение потерпел в октябре 2004 года на турнире японской организации Pride Fighting Championships от борца греко-римского стиля из Южной Кореи Чхве Му Бэ, который поймал его в удушающий приём сзади и привёл к потери сознания.
После довольно длительного перерыва в 2007 году Палелеи вернулся в смешанные единоборства, одержал победу на турнире промоушена King of the Cage и заключил соглашение с крупнейшей американской бойцовской организацией Ultimate Fighting Championship, где, тем не менее, техническим нокаутом в третьем раунде уступил американцу Эдди Санчесу, и организация вскоре прекратила сотрудничество с ним.
На турнире ONE Championship планировался бой Соа Палелеи против знаменитого белорусского бойца Андрея Орловского, но австралиец отказался подписывать предложенный ему эксклюзивный контракт на пять боёв, и в итоге организаторы заменили его Тимом Сильвией.
Потерпев неудачу в Японии и США, Палелеи продолжил активно выступать в Австралии, в частности выиграл бой на турнире Impact Fighting Championships, позже в бою за звание чемпиона XMMA в тяжёлой весовой категории встречался Дэниелом Кормье и проиграл ему сдачей, неоднократно выходил в клетку таких австралийских промоушенов как Cage Fighting Championship и Australian Fighting Championship (завоевал и защитил титул чемпиона AFC в тяжёлом весе).
Имея в послужном списке восемнадцать побед и только лишь три поражения, в 2013 году Соа Палелеи вновь привлёк к себе внимание UFC и подписал с организацией долгосрочное соглашение. Ожидалось, что он выступит уже на UFC 161, где встретится со Стипе Миочичем, но в конечном счёте того поставили в пару с Роем Нельсоном, а Палелеи вовсе исключили из карда турнира. Он выступил на UFC 164, взяв верх техническим нокаутом над новичком организации Никитой Крыловым (позже выяснилось, что Палелеи вышел на этот бой с переломом ребра). Далее в первых же раундах он нокаутировал Патрика Бэрри и Руана Поттса, но единогласным решением судей проиграл Джареду Рошолту. В ноябре 2014 года с помощью технического нокаута одолел Уолта Харриса. Последний раз выходил в октагон UFC на турнире UFC 190 в Рио-де-Жанейро, где во втором раунде техническим нокаутом уступил бразильцу Антониу Силве — вскоре после этого поражения объявил о завершении карьеры профессионального бойца.

## Статистика в профессиональном ММА
| Боёв 27  | Побед 22 | Поражений 5 |
| -------- | -------- | ----------- |
| Нокаутом | 18       | 3           |
| Сдачей   | 4        | 1           |
| Решением | 0        | 1           |

| Результат | Рекорд | Соперник              | Способ                             | Турнир                                 | Дата             | Раунд | Время | Место                    | Примечание                                                    |
| --------- | ------ | --------------------- | ---------------------------------- | -------------------------------------- | ---------------- | ----- | ----- | ------------------------ | ------------------------------------------------------------- |
| Поражение | 22-5   | Антониу Силва         | TKO (удары руками)                 | UFC 190                                | 1 августа 2015   | 2     | 0:41  | Рио-де-Жанейро, Бразилия |                                                               |
| Победа    | 22-4   | Уолт Харрис           | TKO (удары руками)                 | UFC Fight Night: Rockhold vs. Bisping  | 8 ноября 2014    | 2     | 4:49  | Сидней, Австралия        |                                                               |
| Поражение | 21-4   | Джаред Рошолт         | Единогласное решение               | UFC Fight Night: Te Huna vs. Marquardt | 28 июня 2014     | 3     | 5:00  | Окленд, Новая Зеландия   |                                                               |
| Победа    | 21-3   | Руан Поттс            | KO (удары руками)                  | UFC Fight Night: Brown vs. Silva       | 10 мая 2014      | 1     | 2:20  | Цинциннати, США          |                                                               |
| Победа    | 20-3   | Патрик Бэрри          | KO (удары руками)                  | UFC Fight Night: Hunt vs. Bigfoot      | 7 декабря 2013   | 1     | 2:09  | Брисбен, Австралия       |                                                               |
| Победа    | 19-3   | Никита Крылов         | TKO (удары руками)                 | UFC 164                                | 31 августа 2013  | 3     | 1:34  | Милуоки, США             |                                                               |
| Победа    | 18-3   | Шон Маккоркл          | TKO (удары руками)                 | Australian Fighting Championship 4     | 7 декабря 2012   | 1     | 1:45  | Мельбурн, Австралия      | Защитил титул чемпиона AFC в тяжёлом весе.                    |
| Победа    | 17-3   | Боб Сапп              | TKO (удары руками)                 | Cage Fighting Championship 21          | 18 мая 2012      | 1     | 0:12  | Сидней, Австралия        |                                                               |
| Победа    | 16-3   | Джо Килур             | TKO (удары руками)                 | Australian Fighting Championship 3     | 14 апреля 2012   | 1     | 1:14  | Мельбурн, Австралия      | Бой за титул чемпиона AFC в тяжёлом весе.                     |
| Победа    | 15-3   | Сунскэ Иноуэ          | TKO (удары руками)                 | Cage Fighting Championship 20          | 24 февраля 2012  | 2     | 4:08  | Голд-Кост, Австралия     |                                                               |
| Победа    | 14-3   | Сэнторю Хенри         | TKO (удары руками)                 | K-Oz Entertainment: Bragging Rights    | 21 января 2012   | 1     | 1:26  | Перт, Австралия          | Бой за титул чемпиона K-Oz Entertainment в супертяжёлом весе. |
| Победа    | 13-3   | Мэтт Уокер            | KO (удар рукой)                    | Cage Fighting Championship 19          | 9 декабря 2011   | 1     | 0:16  | Сидней, Австралия        |                                                               |
| Победа    | 12-3   | Сон Хай Сук           | TKO (удары руками)                 | Australian Fighting Championship 2     | 3 сентября 2011  | 1     | 0:28  | Мельбурн, Австралия      |                                                               |
| Победа    | 11-3   | Юсукэ Кавагути        | TKO (удары руками)                 | Australian Fighting Championship 1     | 25 июня 2011     | 1     | N/A   | Мельбурн, Австралия      |                                                               |
| Поражение | 10-3   | Дэниел Кормье         | Сдача (удары руками)               | Xtreme MMA 3                           | 5 ноября 2010    | 1     | 2:23  | Сидней, Австралия        | Бой за титул чемпиона XMMA в тяжёлом весе.                    |
| Победа    | 10-2   | Брэд Моррис           | Сдача (американа)                  | Impact FC 2                            | 18 июля 2010     | 1     | 4:20  | Сидней, Австралия        |                                                               |
| Победа    | 9-2    | Лими Тато             | Сдача (рычаг локтя)                | XFC: Return of the Hulk                | 14 марта 2009    | 1     | 0:56  | Перт, Австралия          |                                                               |
| Поражение | 8-2    | Эдди Санчес           | TKO (удары руками)                 | UFC 79                                 | 29 декабря 2007  | 3     | 3:24  | Лас-Вегас, США           |                                                               |
| Победа    | 8-1    | Шон Ваноф             | KO (удар рукой)                    | KOTC: Perth                            | 5 октября 2007   | 1     | 0:05  | Перт, Австралия          |                                                               |
| Поражение | 7-1    | Чхве Му Бэ            | Техническая сдача (удушение сзади) | Pride 28                               | 31 октября 2004  | 2     | 4:55  | Сайтама, Япония          |                                                               |
| Победа    | 7-0    | Винс Лусеро           | TKO (удары руками)                 | Shooto Australia: NHB                  | 20 мая 2004      | 1     | N/A   | Мельбурн, Австралия      |                                                               |
| Победа    | 6-0    | Ленс Картрайт         | TKO (травма)                       | XFC 4: Australia vs The World          | 19 марта 2004    | 1     | 0:38  | Квинсленд, Австралия     |                                                               |
| Победа    | 5-0    | Кристиан Веллиш       | TKO (удары руками)                 | Shooto Australia — NHB                 | 12 февраля 2004  | 2     | 4:33  | Мельбурн, Австралия      |                                                               |
| Победа    | 4-0    | Дон Ричардс           | Сдача (удары руками)               | Shooto Australia: NHB                  | 13 ноября 2003   | 1     | N/A   | Мельбурн, Австралия      |                                                               |
| Победа    | 3-0    | Эдвин Монтевгини      | Сдача (рычаг локтя)                | After Dark Fight Night 3               | 1 августа 2003   | 2     | 1:15  | Австралия                |                                                               |
| Победа    | 2-0    | Джеральд Бёртон-Бэтти | TKO (удары руками)                 | Thunderdome                            | 21 февраля 2003  | 1     | 0:49  | Перт, Австралия          |                                                               |
| Победа    | 1-0    | Брэд Моррис           | TKO (остановлен врачом)            | Xtreme Fight Night                     | 27 сентября 2002 | 4     | 3:00  | Австралия                |                                                               |